# Karwowskiïta
La karwowskiïta és un mineral de la classe dels fosfats que pertany al grup de la merrillita. Rep el nom en honor de Łukasz Karwowski, professor de la Facultat de Ciències de la Terra de la Universitat de Silèsia, a Katowice (Polònia), qui va estudiar la mineralogia meteorítica, entre d'altres, del meteorit Morasko.

## Característiques
La karwowskiïta és un fosfat de fórmula química Ca₉Mg(Fe²⁺₀,₅◻₀,₅)(PO₄)₇. Va ser aprovada com a espècie vàlida per l'Associació Mineralògica Internacional en el mes de novembre de l'any 2023, i publicada a l'agost de l'any següent. Cristal·litza en el sistema trigonal, en cristalls incolors, tot i que de vegades s'observa una tonalitat verdosa.
L'exemplar que va servir per a determinar l'espècie, el que es coneix com a material tipus, es troba conservat a les col·leccions del Museu Mineralògic Fersmann, de l'Acadèmia de Ciències de Rússia, a Moscou (Rússia), amb el número de registre: 6005/1.

## Formació i jaciments
Va ser descoberta una petita pedrera de prospecció de fosforita situada al complex de Daba-Siwaqa, dins la Governació d'Amman (Jordània), on també va ser descoberta la deynekoïta. Aquest indret és l'únic a tot el planeta on ha estat descrita aquesta espècie mineral.